# Tirrenia (compagnie)
Tirrenia - Compagnia Italiana di Navigazione est une compagnie maritime italienne assurant le transport de passagers et de marchandises entre les ports italiens et de nombreux ports de la Méditerranée.

## Histoire
La compagnie Tirrenia di Navigazione a été créée le 21 décembre 1936 à Naples. Durant la Seconde Guerre mondiale, la compagnie a perdu la quasi-totalité de sa flotte. Elle fit face à un effort extraordinaire de reconstruction jusqu'à devenir l'une sinon la plus importante compagnie maritime d'Europe. Pour respecter les conditions imposées par la Commission européenne à partir de 1992, qui imposait la privatisation des flottes d'État, elle fut privatisée sous le gouvernement Berlusconi en 2008. C'est la Compagnia Italiana di Navigazione qui a été retenue. Cette société, regroupant le groupe maritime napolitain Grimaldi, la compagnie maritime Moby Lines de Vincenzo Onorato et la holding Marinvest, a été constituée uniquement pour participer à la privatisation de cette compagnie historique italienne. La vente de la compagnie a alors été bloquée par décision de la Commission anti-trust européenne ce qui obligea le gouvernement italien à recommencer la procédure de privatisation.
La composition du tour de table autour de la Compagnia Italiana di Navigazione - C.I.N. a évolué sensiblement pour respecter les clauses imposées par la Commission européenne. Les groupes Grimaldi et MSC tout comme la holding Marinvest sont remplacés par le fonds d'investissement italien "Clessidra" à hauteur de 30 %, le groupe génois "Gruppo Investimenti portuali - GIP pour 20 % et l'entrepreneur napolitain Francesco Izzo pour 10 %. La seconde opération de privation se conclut avec la confirmation de la société C.I.N. comme adjudicataire le 19 juillet 2012.
Le 7 juillet 2015, Vincenzo Onorato, à travers sa holding Onorato Armatori S.p.A. et propriétaire de la compagnie Moby Lines rachète la totalité des actions détenues par ses associés et partenaires pour devenir l'actionnaire unique de la nouvelle compagnie Tirrenia di Navigazione.

## Histoire détaillée de l'illustre compagnie de navigation Tirrenia
À la suite de la constitution de la holding d'État Finmare faisant partie du projet de rationalisation des transports maritimes, le 21 décembre 1936, la compagnie maritime  Tirrenia Società Anonima di Navigazione est créée. Son objectif : offrir un service moderne de transports maritimes marchandises et passagers dans la mer Tyrrhénienne, de l'Afrique du Nord à la Méditerranée occidentale, en utilisant une flotte composée de 55 navires dans un premier temps. En 1942, huit nouveaux navires sont mis en service de la classe Foscolo. Lors de la Seconde Guerre mondiale, la compagnie perd plus de 50 navires, soit quasiment la totalité de sa flotte.
Au lendemain de la guerre, le groupe d'État Finmare comprenait quatre compagnies maritimes toutes dépendantes du Ministère du Trésor de la nouvelle République Italienne. En 1946, la compagnie devenue Tirrenia di Navigazione SpA, reprend le service régulier sur la ligne Civitavecchia-Olbia en Sardaigne.
L'époque était très difficile, par manque de moyens financiers et de ressources en matières premières. Les rares navires de fret encore en service durent être convertis en navires pour transit de passagers afin de rétablir les liaisons maritimes internationales. La compagnie fut même obligée de rechercher ses navires coulés, de les renflouer et de les réparer pour les remettre en service rapidement. Ces opérations exceptionnelles ont concerné plusieurs bâtiments en 1947 comme l'Ichnusa, le Limbara, le Rossigni, l'Alfredo Oriani et le Verdi. Ces navires ont tous été rebaptisés avant leur remise en service. La compagnie a pu commander aux chantiers navals "Navalmeccanica de Naples" un nouveau bâtiment : l'Olbia.
Les années 1950 marquent la fin de la reconstruction de la flotte et le début de l'expansion de la compagnie. Dès 1951, les liaisons vers les pays d'Europe du Nord sont rétablies tout comme la ligne Naples-Palerme-Tunis. En 1952, la ligne vers Benghazi est de nouveau opérationnelle tout comme les liaisons avec Barcelone et Valence en Espagne.
Le boom économique de l'Italie des années 1960 créera un mouvement de surchauffe dans le transport en général, maritime en particulier. Pour affronter cet accroissement rapide du trafic, la compagnie devra faire construire de nouveaux bâtiments, cargos et ferries, pour assurer les liaisons avec les îles avec l'obligation de transporter toujours plus d'automobiles. En 1965, Tirrenia commande de très nombreux ferries et navires Ro-Ro à Fincantieri, la "Classe Poeta" notamment.
Les années 1970 verront le remplacement intégral de toute la flotte de la compagnie par de tout nouveaux navires modernes, plus gros et plus rapides. À partir de 1975, une loi italienne délègue le transport passagers avec les îles mineures aux Régions. La compagnie Tirrenia se voit contrainte de céder à des filiales ces lignes. Sont ainsi créées les compagnies Caremar pour les liaisons maritimes dans le golfe de Naples, Siremar pour la Sicile et Toremar pour la Toscane, compagnies dont Tirrenia détiendra 51 % du capital jusqu'à sa privatisation en 2012.
Malgré l'accroissement permanent du nombre de navires et des liaisons, les lignes saturent avec une demande toujours aussi forte et croissante. Tirrenia met en service des navires toujours plus gros mais n'arrive toujours pas à gérer l'afflux de touristes durant les mois d'été. 
En 1988, afin de renforcer sa présence sur les lignes cargo, la compagnie Tirrenia rachète 4 cargos à son concurrent Lloyd Triestino. Au cours des années 1990, la compagnie fait modifier la plupart de ses ferries pendant l'hiver pour y ajouter au moins deux ponts supplémentaires. Elle se dote également des nouveaux ferries rapides de type Ro-Ro HSC (Roll-on Roll-off High Speed Craft) pouvant naviguer à 40 nœuds, fleurons des chantiers siciliens Rodriquez Cantieri Navali de Messine pour un montant de 52 millions d'euros l'inité.

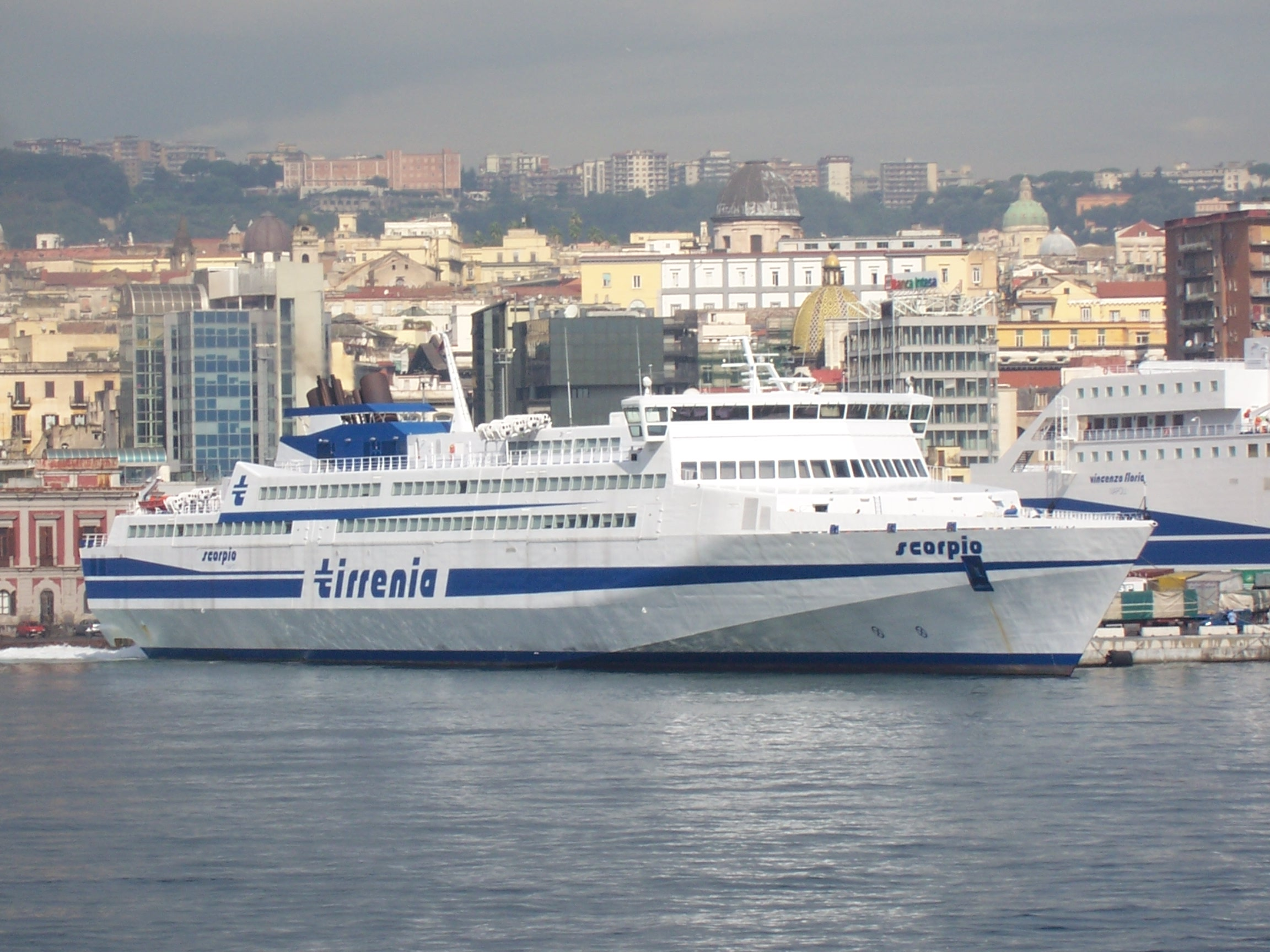
Le ferry "Scorpio" à Naples. Un des 4 ferries de la classe Jupiter MDV 3000 d'une capacité de 1800 passagers et 450 voitures à la vitesse de 40 nœuds

La législation européenne libérant le système des transports a favorisé la création de petites compagnies privées qui, avec des navires de plus petite taille n'opérant que sur les lignes les plus rentables, des tarifs fixés librement alors que la compagnie d'État devait respecter les tarifs règlementés, sont devenus de très sérieux concurrents à Tirrenia, soumise aux contraintes du service public. Avec l'augmentation soudaine du prix du pétrole, l'intérêt des ferries à grande vitesse a commencé à se réduire d'autant que leur vieillissement rapide obligea la compagnie à les retirer du service. Leur consommation pouvant aller jusqu'à 10 fois celle d'un navire traditionnel (290 litres à la minute !). Tous ces navires ont été désarmés entre 2002 et 2004.
En 1999 et 2000, Tirrenia met en service les ferrys Vincenzo Florio et Raffaele Rubattino. Entre 2001 et 2003, la compagnie met également en service les gigantesques ferrys rapides Bithia Janas Athara, puis en 2004 et 2005 des Nuraghes et Sharden. En 2007, la compagnie fait l'acquisition du navire à grande vitesse Isola di Capraia En 2017, Moby Lines transfère le Moby Tommy puis en 2018 c'est au tour du Moby Dada (ex-Finlandia de Silja Lines).

## La privatisation
En 1992, la Commission européenne impose aux pays membres la privatisation des systèmes de transport nationaux dans lesquels les États ont des intérêts. En 2008, pour se conformer aux circulaires en vigueur, le gouvernement italien, sous la présidence Berlusconi, lance la procédure imposée de privatisation complète des compagnies maritimes d'État italiennes dont Tirrenia.
La compagnie Tirrenia étant un groupe important, il a fallu lancer la privatisation en plusieurs lots, chaque compagnie maritime filiale de Tirrenia devant pouvoir être vendue séparément. C'est le 6 novembre 2008 que le gouvernement proclama le décret lançant l'appel d'offres pour la vente des compagnies maritimes d'État. Le 3 novembre 2009, un accord entre le Ministère italien des Transports et les Régions intéressées, permit à celles-ci de prendre le contrôle de ces compagnies régionales. C'est ainsi que Caremar fut vendue à la Région Campanie, Saremar à la Région Sadaigne et Toremar à la Région Toscane. 
Le 23 décembre 2009, Fintecna S.p.A., holding d'État ayant succédé à l'IRI pour gérer les privatisations italiennes, lance la procédure pour la vente de la totalité du capital social de la compagnie Tirrenia di Navigazione, y compris la compagnie Siremar qu'elle détenait à 100 %. Les offres de rachat doivent être déposées avant le 19 février 2010 à 12 heures. Pas moins de 16 offres seront déposées dans le délai imparti. Après analyse de ces candidatures et les mises au point de la cession, avec les contraintes liées au service public, seule l'offre du groupement comprenant :
- la société SNAV, de l'armateur Gianluigi Aponte,
- la compagnie Grandi Navi Veloci,
- Grimaldi Lines,
- Moby Lines de l'armateur Vincenzo Onorato,
- Ustica Lines,
- Corsica Ferries de l'armateur corse Pascal Lotà
- le groupement temporaire « Mediterranea Holding » dans lequel la Région Sicile avait 37 % des parts et « TttLines » de l'armateur grec Alexis Tomasos avec 30,5 %.

Le 28 juillet 2008, la commission devant statuer sur le choix de l'acquéreur de la compagnie, à l'ouverture des plis, la seule offre a été déclarée vainqueur mais, le 4 août, Fintecna déclara l'appel d'offres infructueux du fait d'un manque de souscription dans les délais requis de la part de "Mediterranea Holding". Le 12 août 2010, à la demande de la société, afin de poursuivre son activité sans empêchement administratif, la société Tirrenia sera placée sous administration judiciaire extraordinaire. La commission européenne anti-trust approuva cette décision en refusant de valider la composition du groupement de repreneurs. Un nouvel appel à candidature fut lancé et le 19 mai 2011 le groupement guidé par la Compagnia Italiana di Navigazione (C.I.N.) comprenant :
- Moby Lines S.p.A. à hauteur de 40 % ;
- le fonds d'investissement italien « Clessidra » avec 30 % ;
- la société génoise « Gruppo Investimenti Portuali » (GIP) avec 20 % ;
- l'entrepreneur napolitain Francesco Izzo, spécialisé dans les équipements de navires, avec 10 %.

Le 19 juillet 2012, la cession de la compagnie Tirrenia di Navigazione à ses nouveaux propriétaires est devenue effective et la raison sociale devient Tirrenia – Compagnia Italiana di Navigazione.
Le 7 juillet 2015, Vincenzo Onorato, au titre de sa holding Onorato Armatori S.p.a. et de sa compagnie maritime Moby Lines S.p.A. déclare officiellement avoir racheté la totalité des actions détenues par ses associés dans la société Compagnia Italiana di Navigazione (C.I.N.) pour en devenir l'actionnaire unique. Il est donc devenu le seul actionnaire de la compagnie "Tirrenia - Compagnia Italiana di Navigazione"

### Identité visuelle

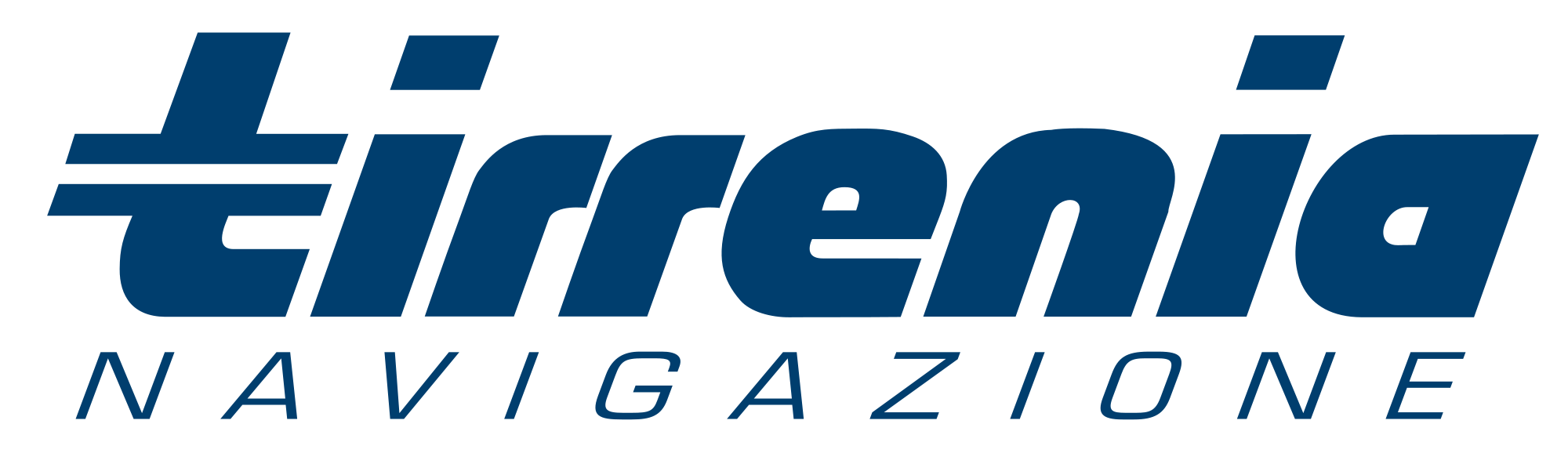
Logo de Tirrenia depuis [Quand ?]

## Flotte
Voir aussi Moby Lines - Flotte actuelle
En 2024, la flotte de Tirrenia comprend deux navires rapides :
| Navire | Pavillon | Type         | Construction | Entrée en flotte | tonnage    | Longueur | Largeur | Passagers | Véhicules | Vitesse  | Statut     |
| ------ | -------- | ------------ | ------------ | ---------------- | ---------- | -------- | ------- | --------- | --------- | -------- | ---------- |
| Athara |          | Ferry rapide | 2003         | 2003             | 36 475 UMS | 214 m    | 26,40 m | 2 700     | 900       | 28 nœuds | En service |
| Janas  |          | Ferry rapide | 2002         | 2002             | 36 475 UMS | 214 m    | 26,40 m | 2 700     | 900       | 28 nœuds | En service |